# Konan, Shiga
Konan (湖南市 (Hồ Nam thị) Konan-shi) là một thành phố thuộc tỉnh Shiga, Nhật Bản.